# Rhus
Genre
Rhus est un genre d'arbres ou d'arbustes de la famille des Anacardiacées, communément appelés sumacs en France, summaq (سمّاق) en arabe littéraire et qui signifie « rouge ». Il compte environ 125 espèces présentes dans les régions subtropicales et tempérées dans de nombreuses parties du monde.
Les plus connues sont le sumac vinaigrier (Rhus typhina) originaire d'Amérique du Nord et le sumac des corroyeurs (Rhus coriaria) indigène en Europe du Sud et au Proche-Orient.
Le nom générique Rhus était en usage chez les Grecs et les Romains.

## Description
Les espèces du genre Rhus ont des feuilles alternes composées-imparipennées aux folioles lancéolées dentées.
Espèces polygames, monoïques ou dioïques, à fleurs petites, généralement en panicules terminales.
Sépales 3-5, distincts. Pétales 3-5. Étamines 3-5. Pistil formé d'un seul carpelle sessile, renfermant un seul ovule.
Fruit : petite drupe uniséminée.

## Classification
Certaines espèces vénéneuses du genre telles que le sumac vénéneux (anciennement Rhus radicans), dont le suc est un poison très actif, ou l'Arbre à laque, aussi appelé sumac à vernis (anciennement Rhus vernicifera) dont le suc, également vénéneux, sert, chez les Japonais, à vernir les ustensiles de bois en laque, appartenaient au genre Rhus mais elles ont été reclassées dans le genre Toxicodendron dans les années 1970.
De nombreuses espèces africaines, dont beaucoup sont endémiques d'Afrique du Sud, ont été transférées dans le genre Searsia.

## Utilisation

Sumac Iranien

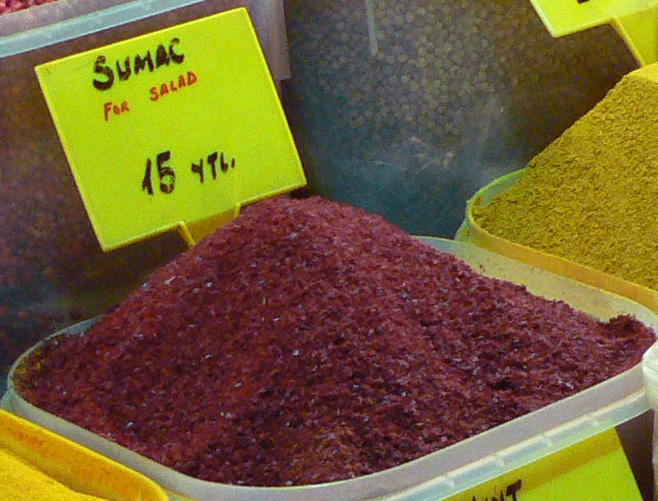
Sumac en poudre (« pour la salade ») au marché aux épices d'Istanbul

Comme l'appellation « sumac des corroyeurs » y fait allusion, certains sumacs sont utilisés dans le tannage du cuir, les feuilles contenant beaucoup de tanin. Le tannage au sumac rend le cuir souple et léger. Le maroquin peut être tanné au sumac. Il est encore utilisé pour la teinture des laines des tapis. Il ne faut pas le confondre avec le Sorgo sumac qui est un antioxydant très puissant avec un indice ORAC de 312 400.

## Consommation
Les baies du sumac des corroyeurs, Rhus coriaria, également appelé vinaigrier, sont utilisées en cuisine du Moyen-Orient comme condiment. Elles sont parfois utilisées entières, mais le plus souvent séchées puis réduites en poudre rouge foncé, au goût acidulé et astringent. En Iran (par exemple), le sumac en poudre est souvent proposé sur la table avec les brochettes de viande hachée et le riz afin que chacun en saupoudre sur son assiette à sa convenance. Le sumac en poudre entre parfois (notamment au Liban et en Syrie) dans la composition du zaatar, un mélange d'herbes et d'épices (thym, sésame…).
Toujours dans la cuisine du Moyen-Orient, le sumac en poudre est mélangé avec les oignons hachés pour les faire dégorger et les rendre plus digestes, acidulés et parfumés avant de les unir à la salade (comme dans le fattouche libanais).
En Amérique du Nord, les baies du sumac de Virginie (Rhus typhina) ou du sumac à bois glabre sont parfois utilisées pour faire un genre de limonade, la « sumacade » ou « limonade indienne »,.

## Liste d'espèces
- Rhus aromatica Ait.
- Rhus ×ashei (Small) Greene (pro sp.)
- Rhus chinensis Miller
- Rhus copallina L.
- Rhus copallinum L.
- Rhus coriaria L., sumac des corroyeurs
- Rhus glabra L., espèce apparentée au R. typhina, mais qui a des branches et pétioles glabres ou seulement pubérulents.
- Rhus hirta (L.) Sudworth
- Rhus integrifolia (Nutt.) Benth. et Hook. f. ex Brewer et S. Wats.
- Rhus kearneyi Barkl.
- Rhus lanceolata (Gray) Britt.
- Rhus michauxii Sarg.
- Rhus microphylla Engelm. ex Gray
- Rhus ovata S. Wats.
- Rhus ×pulvinata Greene (pro sp.)
- Rhus radicans, herbe à puce
- Rhus sandwicensis Gray
- Rhus taitensis[7] Guill.
- Rhus trilobata Nutt.
- Rhus typhina L., Sumac de Virginie
- Rhus virens Lindheimer ex Gray.

Selon Catalogue of Life (23 février 2018) :
- Rhus allophyloides Standl.
- Rhus amherstensis W. W. Smith
- Rhus andrieuxii Engl.
- Rhus aromatica Ait.
- Rhus arsenei F A. Barkley
- Rhus ashei (Small) Greene
- Rhus bahamensis G. Don
- Rhus barclayi (Hemsl.) Standl.
- Rhus caudata Lauterb.
- Rhus chinensis Mill.
- Rhus chondroloma Standl.
- Rhus ciliolata Turcz.
- Rhus copallina L.
- Rhus coriaria L.
- Rhus dhuna Buch.-Ham.
- Rhus duckerae F. A. Barkley
- Rhus dyeri R. & A. Fernandes
- Rhus ernestii Schönl.
- Rhus fraseri Schönl.
- Rhus galeottii Standl.
- Rhus glabra L.
- Rhus hypoleuca Champ. ex Benth.
- Rhus integrifolia (Nutt.) Benth. & Hook. fil. ex Brewer & S. Wats.
- Rhus jaliscana Standl.
- Rhus kearneyi F. A. Barkley
- Rhus lamprocarpa Merr. & Perry
- Rhus lanceolata (Gray) Britt.
- Rhus lenticellosa Lauterb.
- Rhus lentii Kellogg
- Rhus linguata Slis
- Rhus michauxii Sarg.
- Rhus microphylla Engelm.
- Rhus muelleri Standl. & F. A. Barkley
- Rhus nelsonii F. A. Barkley
- Rhus oaxacana Loes.
- Rhus ovata S. Wats.
- Rhus pachyrrhachis Hemsl.
- Rhus potaninii Maxim.
- Rhus pulvinata Greene
- Rhus punjabensis Stewart in Brandis
- Rhus rubifolia Turcz.
- Rhus sandwicensis A. Gray
- Rhus schiedeana Schltdl.
- Rhus standleyi F. A. Barkley
- Rhus taishanensis S.B. Liang
- Rhus tamaulipana B.L. Turner
- Rhus teniana Hand.-Mazz.
- Rhus tepetate Standl. & P. A. Barkley
- Rhus terebinthifolia Schltdl. & Cham.
- Rhus trilobata Nutt.
- Rhus typhina L.
- Rhus vestita Loes.
- Rhus virens Lindheimer ex Gray
- Rhus wilsonii Hemsl.